# روزاته
روزاته (به ایتالیایی: Rosate) یک کومونه در ایتالیا است که در استان میلان واقع شده‌است. روزاته ۱۸٫۷ کیلومتر مربع مساحت و ۵٬۵۹۰ نفر جمعیت دارد و ۱۰۷ متر بالاتر از سطح دریا واقع شده‌است.

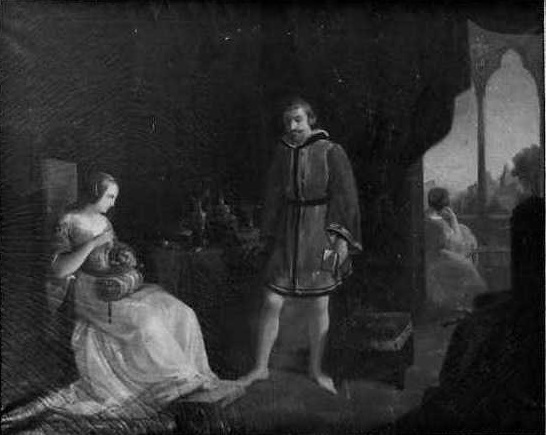
بایس دل بالزو در قلعه رُوزاته, وینچنزو پترچلی, رنگ روغن بر بوم، ۱۸۴۰